# Wapen van Zuidhorn
Het wapen van Zuidhorn heeft sinds de toekenning in 1897 drie verschijningsvormen gekend. Het wapen van de Groninger gemeente Zuidhorn werd in 1897 toegekend zonder kroon, om twee jaar later een kroon van vijf bladeren te krijgen. In 1991 werd het wapen geheel gewijzigd wegens een gemeentelijke fusie. Vanaf 2019 is het wapen niet langer als gemeentewapen in gebruik omdat de gemeente Zuidhorn in de nieuwe gemeente Westerkwartier op is gegaan.

## Blazoeneringen
Vanwege de aanpassingen zijn er drie blazoeneringen, omdat het eerste en tweede wapen alleen verschillen door de kroon die is toegevoegd, zijn die beschrijvingen samengevoegd.

### Eerste en tweede blazoenering
De blazoenering van het eerste wapen was exclusief de kroon, maar verder gelijk aan dat van het wapen met kroon. De beschrijving luidde als volgt:
In azuur een lelie van goud, vergezeld van drie zespuntige sterren van hetzelfde, geplaatst een en twee; en een schildhoofd van keel, beladen met twee naast elkander geplaatste klokken van zilver. Het schild gedekt door eene vijfbladerige gouden kroon.
In een blauw veld een gouden lelie en drie zespuntige sterren. Bovenin een ster en daaronder, naast de lelie, de andere twee. Boven in het schild een rood schildhoofd met daarin twee zilveren bellen. Op het schild een gouden kroon van vijf bladeren. Deze markiezenkroon duidt er vaak op dat de betreffende gemeente zitting heeft gehad in de Raad van State.

### Derde blazoenering
De huidige gemeente Zuidhorn heeft het volgende wapen:
In azuur een schuinbalk, in drie rijen geschaakt van keel en zilver, gaande over een schuinlinks geplaatste abtstaf van goud met een velum van zilver, getopt en gekwast van goud. Het schild gedekt met een gouden kroon van vijf bladeren en gehouden door een leeuw en een griffioen, beide van goud en getongd en genageld van keel.
Het wapen is opnieuw blauw van kleur, ditmaal met een schuinbalk (een balk lopende van heraldisch rechtsboven naar heraldisch linksonder) met vierkanten van rood en zilver. De schuinbalk is geplaatst over een abtstaf van goud en een velum van zilver met gouden kwasten en gouden top. Op het schild een kroon van vijf bladeren. Heraldisch links van het wapen een griffioen en heraldisch rechts een leeuw. Beide dieren zijn goud van kleur.

## Geschiedenis
Het eerste wapen is afgeleid van het wapen van de familie Hanckema, zij worden beschouwd als de stichters van de heerlijkheid Zuidhorn. In het huidige wapen wordt niet de familie Hanckema centraal gesteld, maar wel het klooster van Aduard. Uit het wapen van Aduard komen de schuinbalk en de leeuw terug. De griffioen is afkomstig van het wapen van Grijpskerk.
Mogelijk is het wapen een raadselwapen omdat de kromstaf en de velum elkaar raken. De beide kerkelijke attributen zijn van metalen en metalen mogen elkaar in de heraldiek niet raken.

## Vergelijkbare wapens

Het wapen van Grijpskerk
Het wapen van Aduard

Adorp
· Aduard
· Appingedam
· Baflo
· Bedum
· Beerta
· Bellingwedde
· Bellingwolde
· Bierum
· De Marne
· Delfzijl 
· Eemsmond
· Eenrum
· Ezinge
· Finsterwolde
· Grijpskerk
· Grootegast
· Haren
· Hefshuizen
· Hoogezand
· Hoogezand-Sappemeer
· Hoogkerk
· Kantens
· Kloosterburen
· Leek
· Leens
· Loppersum
· Marum
· Meeden
· Menterwolde
· Middelstum
· Midwolda
· Muntendam
· Nieuweschans
· Nieuwe Pekela
· Nieuwolda
· Noordbroek
· Noorddijk
· Oldehove
· Oldekerk
· Onstwedde
· Oosterbroek
· Oude Pekela
· Reiderland
· Sappemeer
· Scheemda
· Slochteren
· Stedum
· Ten Boer
· Termunten
· Uithuizen
· Uithuizermeeden
· Ulrum
· Usquert
· Vlagtwedde
· Warffum
· Wedde
· Wildervank
· Winschoten
· Winsum
· 't Zandt
· Zuidbroek
· Zuidhorn